# 오스트리아 해외 서비스
오스트리아 해외 서비스(Österreichischer Auslandsdienst) 단체는 안드레아스 마이슬레아 박사에 의해 1992링거 (Dr. Anderas Maislinger)설립된 비영리 단체이다. 
젊은 공무원은 12개월간의 공동 작업으로 하는 해외 봉사 작업 방식을 갖고 있다.